# Sorihuela
Sorihuela è un comune spagnolo di 377 abitanti situato nella comunità autonoma di Castiglia e León.